# Sarah Düster
Sarah Düster (* 10. Juli 1982 in Wangen im Allgäu) ist eine ehemalige deutsche Radrennfahrerin.
Sarah Düster war ab 1994 als Radsportlerin aktiv und gewann schon in der Schülerinnen-Klasse erste Rennen. 1998 wurde sie deutsche Vize-Meisterin der Juniorinnen im Straßenrennen, nachdem sie im Jahr zuvor schon den dritten Platz belegt und bei den deutschen Bahnmeisterschaften mehrere Podiumsplätze errungen hatte. 2000 wurde sie deutsche Junioren-Meisterin im Einzelzeitfahren und wurde Achte im Straßenrennen bei der Junioren-WM. 2002 gewann sie die Wertung der besten Nachwuchsfahrerin bei der Internationalen Thüringen-Rundfahrt, und 2003 entschied sie die Gesamtwertung der Rad-Bundesliga für sich. Von 2002 bis 2006 machte sie eine Ausbildung zur Erzieherin und fuhr gleichzeitig Radrennen.
2006 wurde Düster gemeinsam mit ihrem damaligen Team Univega Gesamt-Weltcupsiegerin und im Jahr darauf mit dem Team Raleigh. 2008 und 2009 gewann sie gemeinsam mit ihrem jeweiligen Team das Mannschaftszeitfahren des Open de Suède Vårgårda und errang 2009 mit dem Cervélo-Lifeforce Cycling Team den Gesamtweltcup.
Besonderes Aufsehen erregte Sarah Düsters Nicht-Teilnahme an den UCI-Straßen-Weltmeisterschaften 2009: Obwohl sie sich vor Ort in Mendrisio befand, konnte sie nicht starten, da der Bund Deutscher Radfahrer es versäumt hatte, sie für das Rennen zu melden. Im Jahr darauf konnte sie wegen einer Verletzung nicht bei der WM in Melbourne starten. 2011 fuhr sie für das niederländische Team Nederland Bloeit; im September belegte bei den UCI-Straßen-Weltmeisterschaften 2011 in Kopenhagen Platz 56 im Einzel-Straßenrennen.
Anfang 2013 erklärte Sarah Düster ihren Rücktritt vom aktiven Radsport.

## Erfolge
2008
- Mannschaftszeitfahren Open de Suède Vårgårda

2009
- Mannschaftszeitfahren Open de Suède Vårgårda
- Grand Prix de Dottignies

2010
- eine Etappe Internationale Thüringen-Rundfahrt der Frauen
- Prolog Route de France Féminine

## Teams
- 2005 Therme Skin Care
- 2006 Univega Pro Cycling Team
- 2007 Raleigh-Lifeforce Pro Cycling Team
- 2008 Cervelo-Lifeforce Pro Cycling Team
- 2009 Cervélo Test Team Women
- 2010 Cervélo TestTeam Women
- 2011 Nederland Bloeit
- 2012 Stichting Rabo Women Cycling Team